# Modlin Stary (gromada)
Modlin Stary (od 31 XII 1961 Nowy Modlin) – dawna gromada, czyli najmniejsza jednostka podziału terytorialnego Polskiej Rzeczypospolitej Ludowej w latach 1954–1972.
Gromady, z gromadzkimi radami narodowymi (GRN) jako organami władzy najniższego stopnia na wsi, funkcjonowały od reformy reorganizującej administrację wiejską przeprowadzonej jesienią 1954 do momentu ich zniesienia z dniem 1 stycznia 1973, tym samym wypierając organizację gminną w latach 1954–1972.
Gromadę Modlin Stary z siedzibą GRN w Modlinie Starym (obecnie w granicach Nowego Dworu Mazowieckiego) utworzono – jako jedną z 8759 gromad na obszarze Polski – w powiecie nowodworskim w woj. warszawskim, na mocy uchwały nr VI/10/9/54 WRN w Warszawie z dnia 5 października 1954. W skład jednostki weszły obszary dotychczasowych gromad Modlin Stary, Bronisławka i Modlin ze zniesionej gminy Modlin w tymże powiecie. Dla gromady ustalono 27 członków gromadzkiej rady narodowej.
31 grudnia 1959 do gromady Modlin Stary przyłączono obszar zniesionej gromady Kosewo w tymże powiecie.
31 grudnia 1961 z gromady Modlin Stary wyłączono miejscowości Modlin Stary (bez przysiółka Utrata), Modlin-Lotnisko i Modlin-Twierdza, włączając je do miasta Nowy Dwór Mazowiecki, a ów przysiółek Utrata włączono do miasta Zakroczym w tymże powiecie i województwie, po czym gromadę Modlin Stary zniesiono, przenosząc siedzibę GRN ze Starego Modlina do Nowego Modlina i zmieniając nazwę jednostki na gromada Nowy Modlin.